# والت فریزر
والت فریزر (به انگلیسی: Walt Frazier) ملقب به clyde در ۲۹ مارس ۱۹۴۵ در آتلانتا واقع در جورجیا به دنیا آمد. بازیکن بازنشستهٔ بسکتبال آمریکا که حال حاضر ۶۷امین سال از عمرش را سپری می‌کند وی با قدی معادل یک متر و ۹۳ سانتی‌متر و وزنی معادل ۹۱ کیلوگرم زمانی از همه لحاظ سرآمد بازیکنان پست یک بسکتبال یعنی گارد راس بوده‌است. وی را خیلی‌ها الگوی ورزشی خویش قرار داده‌اند. وی از تمام پتانسیل‌های سرعت-استقامت-دیدباز-هوشیاری و تصمیم‌گیری یک قدم فراتر گام برمیداشت و محدودیت هارا دراین پست کنارمیزد. وی دو بار قهرمانی درلیگ را با تیم نیویورک نیکز تجربه کرده‌است.
وی هم بازی ویلیس رد که در سال ۱۹۷۰ و ۷۳ نیویورک نیکز را به قهرمانی رساندند. در سال ۱۹۸۷ افتخار حضور در تالار مشاهیر بسکتبال را پیدا کرد. وی بعد از بازنشستگی به کارهای رسانه‌ای روی آورد و حال حاضر بعضی از پروژه‌های تیم نیویورک نیکز درفضای مجازی تحت نظارت والت صورتمیگیرد.

## دبیرستان و کالج
بزرگترین عضو خانوادهٔ نه نفری والت فریزر بود که به دبیرستان دیوید .ت. هاوارد آتلانتا راهی شد وی دربازی فوتبال آمریکائی درپست دفاع کوارتر بک و هم چنین درپست دریافت‌کننده توپ در بیسبال حضور پررنگی در تیم‌های دبیرستان داشت. در در دههٔ ۵۰ بسکتبال را درپشت کارخانه‌ای متروکه در آتلانتا در شرایط نامطلوب و زمین‌های کثیف فرا گرفت. بعد از دوران دبیرستان به دانشگاه شهر شیکاگو، ایلینوی رفت. وی همچنین ازسوی دانشگاه‌های دیگر به علت استعدادش در فوتبال آمریکائی دعوتنامه دریافت کرد ولی قبول نکرد و آتلانتا را به مهد شیکاگو بدرود گفت. وی در دانشگاه رشتهٔ بسکتبال را پذیرفت و این آغاز کار وی در این ورزش بود. وی هیچ وقتی را برای اثبات خود تلف نکرد و دیری نپائید که نامش در سراسر آمریکازبانزد خاص و عام گشت. وی تیم siu که یک تیم دانشگاهی بشمار می‌رفت را تا ردهٔ دو مسابقات ان سی ای ای(به انگلیسی: ncaa) نیز همراهی کرد.
در تورنومنت بسکتبال بین دانشگاهی در سال ۱۹۶۷ والت به همراه تیمش siu قهرمان شدند و والت فریزر به عنوان باارزش‌ترین بازیکن شناخته شد.

## دوران حرفه‌ای

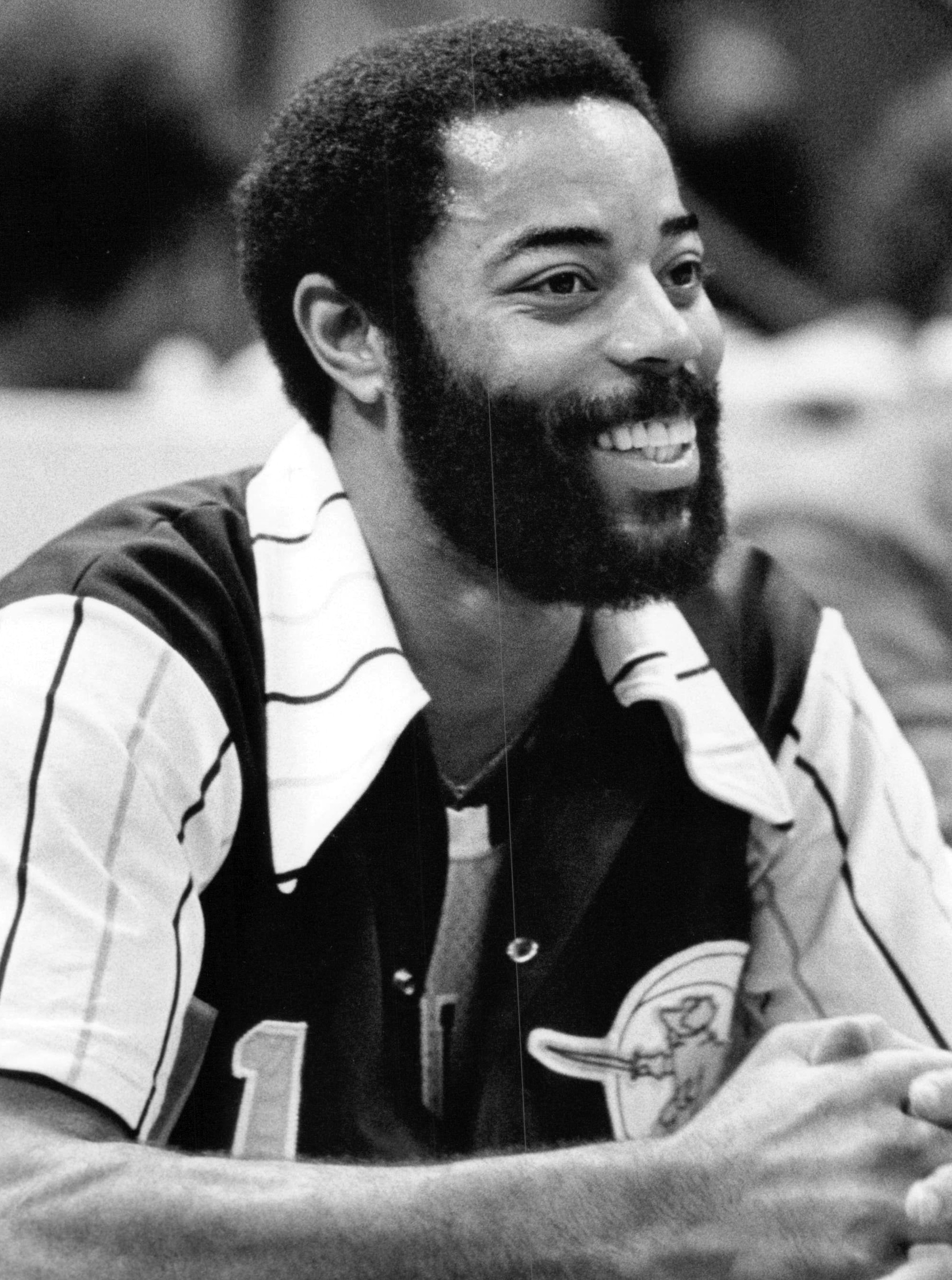
والت فریزر در سال 1977

والت فریزر توسط نیویورک نیکز در برداشت ۵ ام سال۱۹۶۷ درفت شد. لقب clyde را بخاطر طرز پوشش لباس از جمله مدل کلاه زمستانی که به سر می‌نهاد برایش انتخاب کردند. طرز پوشش خاص که یکی از بازیگران تلویزیون آن موقع آن را ابداً نهاده بود.
وی در سال ۱۹۶۸ در تیم روکی حضور یافت و بعد از آن ۷ بار پیراهن آل استار را به خود دید و در سال ۱۹۷۵ عنوان mvp آل استار را ویترین خویش افزود. ۴ بار حضور در ترکیب تیم اول لیگ نیز از نکات دوران بازیگری وی محسوب می‌شود. بعد از کسب دو قهرمانی با نیویورک و ۱۰ سال بازی برای این تیم سال‌های نهائی خویش را در کلیولند کاوالیرز گذراند در بازی هفتم فینال فصل ۱۹۷۰ نیویورک نیکز مقابل لس آنجلس لیکرز بازی داشت و بازی مشهوری بود که والت فریزر به تنهائی باعث قهرمانی تیم در آن سال شد. هم تیمی مصدومش ویلیس رد که در آن بازی مصدوم بود و به جای وی والت فریزر ۳۶ امتیاز و ۱۹ اسیست کسب نمود. بار دیگر جملهٔ قبل را بخوانید. ۱۹اسیست. البته بین ۱۹ و۱۸ اسیست به‌طور یقین در ویکی‌پدیا اطلاعاتی درج نشده ولی بنا رابر ۱۹ اسیست می‌گیریم.
در سال ۱۹۷۱ نیویورک نیکز گارد راس قهار و چیره‌دستی به نام ارل مونرو را جذب نمود. وی که ملقب به مروارید (thepearl) است در کنار والت فریز و ویلیس رد تیم را باری دیگر در سال ۱۹۷۳ قهرمان کردند. مونرو و والت دو بازیکن پست یک و دوهستند که هردو هم درتالار مشاهیر بسکتبال وهم درلیست ۵۰ بازیکن برتر تاریخ بسکتبال حضوردارند و به نوعی مکمل یکدیگربودند.

## رکوردها
والت رکورد دار بازی درتیم نیویورک نیکز بود و ۷۵۹ بازی و ۲۹ هزار و ۹۹۵ دقیقه برای تیم به میدان رفت و بازی کرده. ۱۱ هزار و ۶۶۹ پرتاب منطقه‌ای که ۵ هزار و ۷۳۶ تای آن‌ها تبدیل به امتیاز شد. وی ۴ هزارو هفده پرتاب آزاد نیز انجام داده است که از این تعداد ۳ هزار و ۱۴۵ پرتاب پنالتی وارد سبد شده‌است. رکورد ۴ هزارو ۷۹۱ اسیست و ۱۴ هزار و ۶۱۷ امتیاز از نکات بارز وی در ۱۰ سال حضورش در تیم بود. بسیاری از رکوردهای ذکرشده توسط سنتـر سال‌های بعد نیکس یعنی پاتریک اونز شکسته شد ولی رکورد ۴ هزار و ۷۹۱ پاس منجر به امتیاز وی هنوز دست نخورده باقی ماندهاست.
فریزر یکی از هنرمندان توپ ربایی نیزبشمار می‌رفت. وی به‌طور ناگهانی توپ ربایی می‌کرد و همانند یک رفلکس عصبی بسیار سریع موتور حملهٔ تیم را تحریک می‌کرد. زمانی که از وی در مورد دفاع یک در مقابل یک سؤال می‌شد همیشه جوابش این بود که "در دفاع بازیکن حریف را لمس کردن تمامی فرصتهارا برای فکر کردن ازشمامیگیرد. پس سریع باشید"

## حضور دررسانه
وی از سال ۱۹۹۷ با مایک برین (گزارشگرشبکه espn) در رادیو فعالیت خود را آغاز کردندو والت هم‌اکنون تدارکات بازی‌های نیویورک نیکز را دررسانه بر عهده دارد و هماهنگی‌های لازم را انجام می‌دهد.

## رستوران
وی در ماه مارس ۲۰۱۲ در شهر نیویورک رستوران (میخانه‌ای) به نام clydefrazier wine & dine تأسیس کرد. این رستوران در بلوک ۴۸۵ از دهمین خیابان شهر واقع شده‌است و در مجاور تآن زمین بسکتبالی کوچک احداث شده‌است. والت هرزگاهی از رستوران دیدن می‌کند و خود را در جمع هوادارن می‌بیند.

## افتخارات
- در ۱۵ دسامبر ۱۹۷۹ تیم نیویرک نیکزز شمارهٔ ۱۰# وی رابازنشسته اعلام نمود.
- ذرسال ۱۹۸۷ به مراه دوتن دیگر از بسکتبالیستان patmarvich&rick barryدر تالار مشاهیر بسکتبال حضور یافتند.
- در سال ۱۹۹۶ نیز در بین ۵۰ بازیکن برتر تاریخ بسکتبال آمریکا حضور یافت.